# Spitfire Records
La Spitfire Records è una suddivisione della Eagle Rock Entertainment con sede a New York, Stati Uniti.
Tra le band principali passate sotto l'etichetta figurano Testament, Alice Cooper, Sebastian Bach, Twisted Sister, The Cure, Ted Nugent, Black Label Society e Overkill.